# 劳动报 (俄罗斯)
《劳动报》（羅馬化：Trud，直译：劳动）是目前俄罗斯发行量最大的报纸，在政治观点上奉行中间路线。其所有者为俄罗斯天然气出口总公司（Gazprom）。

## 歷史沿革
《劳动报》于1921年2月19日创刊，创建时是前苏联全国总工会的机关报。在1990年，《劳动报》以每日2150万份的发行量被记入了吉尼斯世界纪录大全。